# ملعب البحرين الوطني
ملعب البحرين الوطني افتتح في عام 1982 م يقع في الرفاع بالقرب من إدراة المرور ويتسع ل35,000 متفرج يستخدم غالبا في مباريات كرة القدم.
ويوجد في هذا الاستاد صالة رياضية كبيرة بإمكان أي شخص أن يشترك بها وما يميز هذا الاستاد هو اتساع الشوارع المؤدية له وقربة من حي المدارس والجامعة وكانت الاحتفالات بالعيد الوطني في البحرين تقام به، وأقيم فيه تتويج حمد بن عيسى آل خليفة ملك مملكة البحرين، وفيه تقام حفلات موسيقية.